# فرانک ادوارد کیتسون
فِرانک اِدوارد کیتسون (به انگلیسی: Frank Kitson؛ زادهٔ ۱۵ دسامبر ۱۹۲۶ – درگذشتهٔ ۲ ژانویهٔ ۲۰۲۴) یک نظامی اهل بریتانیا بود.
وی برندهٔ جوایزی همچون صلیب نظامی شده‌‌بود.